# Prieuré de Saint-Michel de Connexe
Le prieuré de Saint-Michel de Connexe est un prieuré bénédictin, filiale de l'abbaye de Saint Chaffre en Velay, fondé en 1096 et supprimé en 1789, sur la commune de Champ-sur-Drac, dans l'Isère, en région Auvergne-Rhône-Alpes.

## Histoire

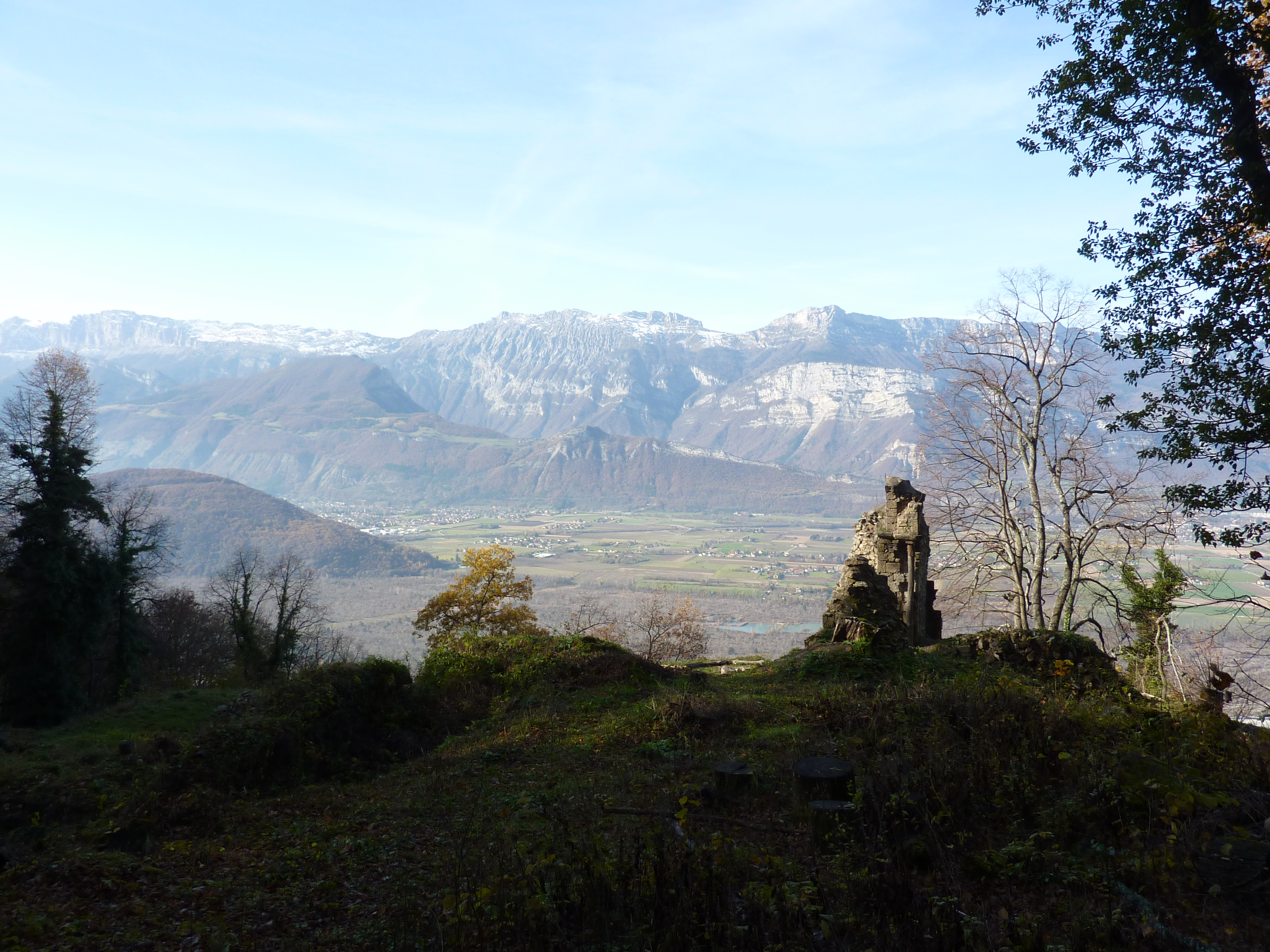
Ruines du prieuré de Saint-Michel de Connexe à Champ-sur-Drac

### AuXIesiècle: la fondation
Le Prieuré de Saint-Michel de Connexe est fondé à la fin du XIe siècle par un noble nommé Lantelme ou Nantelme de la Mathèsine qui fait construire l'église et les bâtiments conventuels, y établit sa sépulture et une communauté de moines, sous l'autorité de l'abbaye de Saint-Chaffre au Monastier qu'il dote d'églises et de biens fonciers situés dans les diocèses de Grenoble, de Gap et de Maurienne.
Selon Claude Estiennot de la Serrée, cette donation a lieu en 1096 car le prieuré de Saint-Michel de Connexe n'est pas mentionné dans le diplôme que le pape Urbain II concède à Guillaume, abbé de Saint-Chaffre, le 1er avril 1091.
Lantelme a précédemment, peut être dès 1048 ou avant, donné l'église de Champ sur Drac et la chapelle Saint-Michel du même lieu, ainsi que l'église de Saint-Firmin, au diocèse de Gap, à l'Abbaye de Cluny. La rareté de la documentation qui nous est parvenue depuis cette époque ne permet pas de savoir pourquoi ce projet n'a pas abouti.

### AuXIVesiècle
Le 21 aout 1374, Bernard de Gravollières, qui est, en sa qualité de prieur de Saint-Michel de Connexe, co-seigneur de Saint-Firmin en Valgaudemar, s'oppose à ce que ses sujets soient taxés pour financer les fortifications que l'on est en train d'édifier à Corps. Charles de Bouville, gouverneur du Dauphiné lui donne raison car Saint-Firmin n'est pas une paroisse du mandement de Corps : seuls les habitants de Saint-Firmin qui possèdent des biens dans le mandement de Corps peuvent être taxés.
En juin 1376, après la visite d'Artaud d'Arces, bailli du Gapençais et l'Embrunais, Charles de Bouville constate l'absence d'équipement qui permettraient aux habitants de se réfugier face à une agression guerrière et ordonne la construction d'un château pour l'édification duquel, les habitants de Saint-Firmin acceptent d'être taxés une Livre et un Sou. En 1377, Pierre d'Ambel, autre co-seigneur important de Saint-Firmin refuse à son tour de taxer ses sujets pour la construction du château, mais ce dernier est néanmoins construit.

## Vestiges
Après sa vente comme Bien National, transformé en ferme puis abandonné, l’édifice ne possède plus que deux murs occidentaux du transept. La tour de croisée connue par des documents graphiques et visuels s’est effondrée. Faute de protection juridique, il continue de se détériorer. 
Une association de sauvegarde s’est constituée, qui bénéficie du soutien du Conseil départemental. Elle tente depuis quelques années de sauvegarder et de mettre en valeur les vestiges. C’est dans ce contexte que M. Pierre MARTIN a pu s’investir dans un programme de recherche archéologique qui vise à placer ce prieuré dans le contexte de l’architecture romane des environs de Grenoble, qu’il entend assurer l’analyse des techniques de construction et de développement en lien avec les réseaux monastiques.
Un récolement et une étude de la documentation historique et iconographique ont été engagés en 2018, assorti d’un réexamen des conditions de la fondation antérieure à 1096. Il semblerait que l’on puisse graviter autour de l’an 1048. Cependant, la crypte a retenu l’attention avec l’hypothèse d’une construction antérieure à l’église.
Parallèlement, une couverture topographique du site a été réalisée par photogrammétrie 3D. L’analyse du bâti pourrait être réalisée en 2019.
En mars 2021 des travaux de fouilles, de sécurisation et restauration du site sont entrepris.

### Monographies et ouvrages généraux
- Ernest Chabrand, Les Moines Rouges, Grenoble, Xavier Drevet, 1905 (lire en ligne).
- Ulysse Chevalier, Cartulaire de l'abbaye de Saint-Chaffre du Monastier, ordre de Saint-Benoît, et chronique de Saint-Pierre du Puy ; Cartulaire du prieuré de Paray-le-Monial et visites de l'ordre de Cluny, Paris, Alphonse Picard, 1891 (lire en ligne).
- Ulysse Chevalier, Regeste dauphinois, ou Répertoire chronologique et analytique des documents imprimés et manuscrits relatifs à l'histoire du Dauphiné, des origines chrétiennes à l'année 1349., t. 1, Valence, Imprimerie valentinoise, 1913, 959 p. (lire en ligne).
- A. Mège (Emile Viallet) (description pittoresque), Emmanuel Pilot de Thorey (historique), L. Vagnat (dessins) et Jean-Joseph Antoine Pilot de Thorey, Prieuré de Saint-Michel-de-Connexe et chapelle de Ste-Madeleine et Pont de Champ et chapelle de Ste Madeleine., Grenoble, Xavier Drevet, coll. « Bibliothèque historique du Dauphiné », 1876, 48 p..
- (la) Claude Estiennot de la Serrée, Fragmenta historiae Aquitanicae. : BNF, manuscrit Latin 12765, t. III, Paris, Gallica, 2013 (lire en ligne).
- Nathalie Nicolas, La guerre et les fortifications du Haut-Dauphiné, Aix-en-Provence, Presses universitaires de Provence, 2005 (lire en ligne).
- Joseph Roman, Tableau historique du département des Hautes-Alpes. Inventaire et analyse des documents du Moyen Âge relatifs au Haut-Dauphiné, 561-1500, Paris, Alphonse Picard, 1890 (lire en ligne).

### Articles
- Emmanuel Pilot de Thorey, « Les prieurés de l'ancien diocèse de Grenoble compris dans les limites du Dauphiné. », Bulletin de la Société de statistique, des sciences naturelles et des arts industriels du département de l'Isère, Grenoble, Breynat et Cie, 3e série, t. XII,‎ 1884 (lire en ligne).

### Ressources en ligne
- « Prieuré Saint Michel de Connexe », sur Association « Un avenir pour le prieuré Saint-Michel-du-Connexe » (consulté en mars 2021).